# Кофин (Илиноис)
Кофин (енгл. Coffeen) град је у америчкој савезној држави Илиноис. По попису становништва из 2010. у њему је живело 685 становника.

## Демографија
Према попису становништва из 2010. у граду је живело 685 становника, што је 24 (3,4%) становника мање него 2000. године.
| Група             | 2000.       | 2010.       |
| Белци             | 700 (98,7%) | 678 (99,0%) |
| Афроамериканци    | 0 (0,0%)    | 0 (0,0%)    |
| Азијати           | 4 (0,6%)    | 0 (0,0%)    |
| Хиспаноамериканци | 1 (0,1%)    | 2 (0,3%)    |
| Укупно            | 709         | 685         |